# Kochaw Micha’el
Kochaw Micha’el (hebr. כוכב מיכאל) – moszaw położony w samorządzie regionu Chof Aszkelon, w Dystrykcie Południowym, w Izraelu.
Leży w północno-zachodniej części pustyni Negew, w pobliżu miasta Aszkelon.

## Historia
W czasie wypraw krzyżowych miejsce to było znane jako Coquebel. Wykopaliska archeologiczne z tego okresu odkryły fundamenty budynków, kolumny, kapitele, cysterny oraz basen. Wskazuje to, że Coquebel było zamożną miejscowością.
W 1596 istniała tutaj arabska wioska Kaukaba, która posiadała 88 mieszkańców. Utrzymywali się oni z hodowli pszenicy, jęczmienia, sezamu, drzew owocowych i winorośli. Podczas wojny domowej w Mandacie Palestyny w dniu 12 maja 1948 wioskę Kaukaba zajęli członkowie żydowskiej organizacji paramilitarnej Hagana. Większość mieszkańców uciekła wówczas. W trakcie wojny o niepodległość w jej rejonie przechodziła linia frontu izraelsko-egipskiego. Wioska kilkakrotnie przechodziła z rąk do rąk. W trakcie walk została doszczętnie zniszczona. Podczas operacji Jo’aw w nocy z 27 na 28 października wypędzono ostatnich mieszkańców wioski.
Współczesny moszaw został założony w 1950 przez imigrantów z Iraku. W 1962 osiedlili się tutaj imigranci z Argentyny.

## Gospodarka
Gospodarka moszawu opiera się na intensywnym rolnictwie.